# Marina Warner
Marina Warner, née le 9 novembre 1946 à Londres, est une écrivaine et historienne britannique, spécialiste de l'analyse des mythes.
Elle est lauréate du prix Holberg 2015 pour l'ensemble de son œuvre.
En mars 2017, Warner est élue présidente de la Royal Society of Literature où elle remplace Colin Thubron. Elle est remplacée en décembre 2021 par Bernardine Evaristo.

## Publications
- 1976 : Alone of All Her Sex: The Myth and The Cult of the Virgin Mary

## Distinctions
- 2015 : prix Holberg